# مملكة مزدانة
مملكة مزدانة هي كيان سياسي أمازيغي محلي كان قائمًا في منطقة سوس بجنوب المغرب خلال القرون الأولى للهجرة، وتحديدًا في مرحلة الفتوحات الإسلامية لبلاد المغرب. يرد ذكر هذه المملكة في عدة مصادر تاريخية عربية، ويُشار إلى ملكها باسم مزدانة الأسواري، الذي يوصف صراحة بـ ملك السوس، ما يدلّ على وجود تنظيم سياسي محلي مستقل في تلك الفترة.

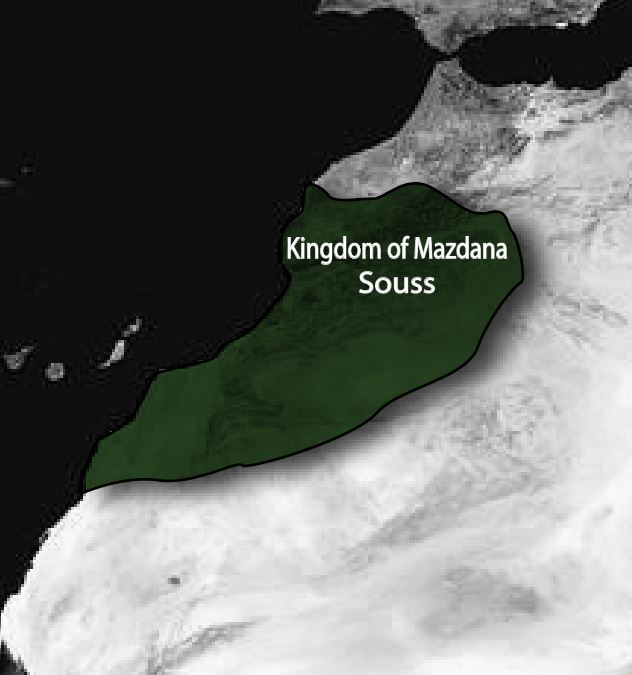
خريطة تقريبية لمملكة مزدانة في منطقة سوس.

## الموقع الجغرافي
كانت مملكة مزدانة تقع في سوس، وهي المنطقة الممتدة بين الأطلس الكبير ووادي درعة جنوب المغرب. ويُرجح أن المملكة كانت تتمركز في الجزء الأوسط أو الشرقي من سوس، حيث يكثر الوجود الأمازيغي المستقل آنذاك.

## الملك مزدانة الأسواري
يُعرف ملك المملكة باسم مزدانة الأسواري، وقد ورد اسمه في عدد من المصادر التاريخية بوصفه ملكًا للسوس وقائدًا لجيش كبير. تشير النصوص إلى أنه كان يحكم بتنسيق مع جيش منظم يعرف بـ "أهل الديوان"، وقد خاض معارك ضد القوى الأموية في فترة اضطرابات الخلافة.

### ذكره في المصادر
- قال ابن قتيبة الدينوري في كتابه الإمامة والسياسة:

"وملك السوس يومئذ مزدانة الأسواري، فسار في خمسة آلاف من أهل الديوان... فلما التقى مروان ومزدانة، اقتتل الناس إذ ذاك قتالًا شديدًا".
- وقال ابن عذاري المراكشي في كتابه البيان المُغرِب في أخبار الأندلس والمغرب:

"منهم كسيلة بن لمزم، وبنو يسور، ومزدانة ملك السوس، وملك مبورقة ومتورقة، ومن أولاد الكاهنة..."
- وورد في كتاب الأنساب لابن عبد الحليم:

"منهم بنو كسيلة بن لمزم، وبنو بشور، ومزدانة ملك السوس، وملك ميورقة ومنورقة، ومن أولاد الكاهنة..."

## العلاقات والتحالفات
يبدو أن مملكة مزدانة كانت جزءًا من تحالفات سياسية وعسكرية ضمت عددًا من الزعماء الأمازيغ مثل كسيلة بن لمزم والكاهنة. وكان لهذه التحالفات دور في مقاومة التوسع الأموي في المغرب، خصوصًا في مرحلة ما بعد الفتح، حيث ظهرت حركات مقاومة منظمة ومتعددة القيادات.

## الطابع السياسي والعسكري
تشير النصوص إلى أن مزدانة كان يقود جيشًا منظمًا (خمسة آلاف من "أهل الديوان")، ما يدل على وجود نظام شبه إداري وعسكري في المملكة. ومن المرجح أن المملكة كانت تعتمد على تنظيم قبلي محلي، مع قدر من المركزية في القيادة.

## أهمية مملكة مزدانة
تشكل مملكة مزدانة مثالًا على الممالك الأمازيغية المحلية التي ظهرت في منطقة سوس خلال مرحلة التحول الكبرى في شمال إفريقيا من السيطرة الرومانية والبيزنطية إلى الإسلام. ورغم ندرة الإشارات إليها، فإن وجودها إلى جانب شخصيات كبرى مثل الكاهنة وكسيلة، يعطيها بعدًا تاريخيًا مهمًا، يؤكد على تعقيد المشهد السياسي في المغرب الأقصى في العصور الإسلامية الأولى.